# Marshall (Michigan)
Marshall è una città degli Stati Uniti d'America, capoluogo della Contea di Calhoun, nello Stato del Michigan.